# Secretar regal
Secretarul regal este un demnitar responsabil în general cu comunicarea dorințelor suveranului celorlalți membri ai guvernului. În unele locuri el poate avea și alte sarcini. În majoritatea cazurilor, secretarul regal este un sfetnic apropiat al monarhului. În unele cazuri, funcția de secretar regal a evoluat în cea de secretar de stat.